# Lit de parade
Lit de parade (udtale: [lidәparạd]?; fransk for paradeseng) er den ceremonielle  fremvisning af liget af konger, paver, præsidenter etc. Det er blevet sjældent  i de nordiske lande, men er mere udbredt i katolske lande. At ligge lit de parade varer sjældent mere end en enkelt dag i Norden, men at ligge lit de parade i op til en uge er ikke ualmindeligt.
Kong Haakon  og kong Olav lå på lit de parade i Slotskapellet. Edvard Grieg lå på lit de parade i Bergen den 8. september 1907, dagen før begravelsen.
I stedet for lit de parade anvendes undertiden castrum doloris, hvor liget ikke er synligt, men ligger i en lukket kiste.
| Folkekultur | Spire Denne artikel om folkelig kultur og folkeminder er en spire som bør udbygges. Du er velkommen til at hjælpe Wikipedia ved at udvide den. |